# توزیع لجستیک
توزیع لجستیک (به انگلیسی: logistic distribution) در نظریه احتمال و آمار، یک توزیع احتمال پیوسته‌است که تابع توزیع تجمعی آن تابع لجستیک است. از این توزیع در رگرسیون لجستیک و شبکه‌های عصبی پیشخور استفاده می‌شود. این توزیع از نظر شکل مشابه توزیع نرمال است، اما دنباله آن سنگین‌تر است (یعنی کشیدگی بالاتری دارد). توزیع لجستیک نوع خاصی از توزیع توکی لمبدا است.

## مشخصات

### تابع چگالی احتمال
موقعی که پارامتر مکان μ برابر ۰ است و پارامتر مقیاس s برابر ۱ است، آنوقت تابع چگالی احتمال توزیع لجستیک به صورت زیر است:
{\displaystyle {\begin{aligned}f(x;0,1)&={\frac {e^{-x}}{(1+e^{-x})^{2}}}\\[4pt]&={\frac {1}{(e^{x/2}+e^{-x/2})^{2}}}\\[5pt]&={\frac {1}{4}}\operatorname {sech} ^{2}\left({\frac {x}{2}}\right).\end{aligned}}}
از این رو به صورت کلی چگالی به این صورت است:
{\displaystyle {\begin{aligned}f(x;\mu ,s)&={\frac {e^{-(x-\mu )/s}}{s\left(1+e^{-(x-\mu )/s}\right)^{2}}}\\[4pt]&={\frac {1}{s\left(e^{(x-\mu )/(2s)}+e^{-(x-\mu )/(2s)}\right)^{2}}}\\[4pt]&={\frac {1}{4s}}\operatorname {sech} ^{2}\left({\frac {x-\mu }{2s}}\right).\end{aligned}}}
به دلیل آنکه این تابع را می‌توان به صورت مربع تابع سکانت هذلولوی "sech" بیان کرد، گاهی به آن توزیع سکانت-مربع یا sech-square(d) می‌گویند. (توزیع سکانت هذلولوی را ببینید).

### تابع توزیع تجمعی
توزیع لجستیک نامش را از تابع توزیع تجمعی‌اش گرفته‌است، که یک نمونه از خانواده توابع لجستیک است. تابع توزیع تجمعی برای توزیع لجستیک نسخه مقیاس‌دهی شده تانژانت هذلولوی است.
{\displaystyle F(x;\mu ,s)={\frac {1}{1+e^{-(x-\mu )/s}}}={\frac {1}{2}}+{\frac {1}{2}}\operatorname {tanh} \left({\frac {x-\mu }{2s}}\right).}
در این معادله x متغیر تصادفی است، μ میانگین است، و s پارامتر مقیاس متناسب با انحراف معیار است.

### تابع چندک
وارون تابع توزیع تجمعی (تابع چندک) برای توزیع لجستیک همان تعمیم تابع لوجیت است. مشتق آن تابع چگالی چندک نامیده می‌شود. آن‌ها به صورت زیر تعریف می‌شود:
{\displaystyle Q(p;\mu ,s)=\mu +s\ln \left({\frac {p}{1-p}}\right).}
{\displaystyle Q'(p;s)={\frac {s}{p(1-p)}}.}

### پامتربندی جایگزین
پارامتربندی جایگزین توزیع لجستیک را می‌توان از طریق بیان پارامتر مقیاس {\displaystyle s} به صورت دیدگاه انحراف معیار {\displaystyle \sigma } به کمک جایگزینی {\displaystyle s\,=\,q\,\sigma } انجام داد که در آن {\displaystyle q\,=\,{\sqrt {3}}/{\pi }\,=\,0.551328895\ldots } است. فرم‌های جایگزین برای توابع بالا به صورت معقولانه‌ای سرراست اند.

## کاربردها
توزیع لجستیک- و الگوی Sشکل تابع توزیع تجمعی (تابع لجستیک) و تابع چندک (تابع لوجیت) به صورت گسترده در زمینه‌های بسیار متنوعی استفاده می‌شوند.

### رگرسیون لجستیک
یکی از معمول‌ترین کاربردها در رگرسیون لجستیک است، که از آن برای مدل‌سازی متغیرهای وابسته رسته‌ای (مثل گزینه بله/خیر یا گزینه‌هایی از ۳ یا ۴ احتمال) استفاده می‌شود، اگرچه از رگرسیون خطی استاندارد برای مدل‌سازی متغیرهای پیوسته (مثل درآمد یا جمعیت) استفاده می‌شود. مخصوصاً مدل‌های رگرسیون لجستیک را می‌توان به صورت مدل‌های متغیر پنهان با متغیرهای خطایی که از توزیع لجستیک آمده‌اند عبارت‌بندی کرد. این عبارت‌بندی در نظریه مدل‌های گزینه گسسته معمول است، که در آن توزیع لجستیک در رگرسیون لجستیک نقشی مشابه با توزیع نرمال در رگرسیون پروبیت بازی می‌کند. در واقع، توزیع‌های لجستیک و نرمال شکل کاملاً مشابهی دارند. با این حال، توزیع لجستیک دنباله سنگین‌تری دارد، که این موضوع باعث افزایش مقاوم‌بودن تحلیل نسبت به استفاده از توزیع نرمال می‌شود.

### نرخ‌دهی شطرنج
فدراسیون شطرنج آمریکا و FIDE فرمول محاسبه نرخ‌دهی شطرنج را از توزیع نرمال به توزیع لجستیک تغییر داده‌است، مقاله سامانه نرخ‌دهی الو را ببینید (که خودش مبتنی بر توزیع نرمال است).

## مشتق‌ها

### گشتاورهای سطح بالاتر
گشتاور مرکزی مرتبه nام را می‌توان به عبارت تابع چندک بیان کرد:
{\displaystyle {\begin{aligned}\operatorname {E} [(X-\mu )^{n}]&=\int _{-\infty }^{\infty }(x-\mu )^{n}\,dF(x)\\&=\int _{0}^{1}{\big (}Q(p)-\mu {\big )}^{n}\,dp=s^{n}\int _{0}^{1}\left[\ln \!\left({\frac {p}{1-p}}\right)\right]^{n}\,dp.\end{aligned}}}
این انتگرال مشهور است و می‌توان آن را به عبارت اعداد برنولی بیان کرد:
{\displaystyle \operatorname {E} [(X-\mu )^{n}]=s^{n}\pi ^{n}(2^{n}-2)\cdot |B_{n}|.}